# Contea di Heves
Heves è una contea dell'Ungheria settentrionale. Confina con le altre contee di Pest, Nógrád, Borsod-Abaúj-Zemplén e Jász-Nagykun-Szolnok. Il suo capoluogo è Eger.

## Struttura della contea

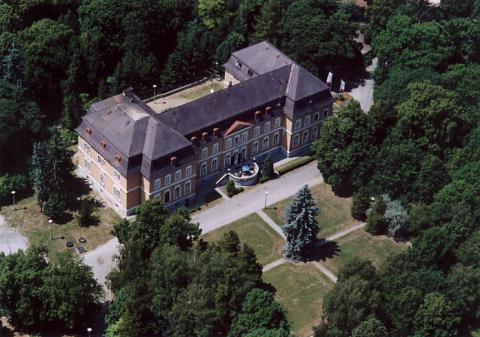
Szilvásvárad

Città di rilevanza comitale 
- Eger (capoluogo)

 Città 
(In ordine di popolazione - 2001)
- Gyöngyös (33 553)
- Hatvan (23 134)
- Heves (11 522)
- Füzesabony (8 335)
- Lőrinci (6 203)
- Bélapátfalva (3 465)
- Kisköre (3 095)
- Pétervására (2 616)

 Altri comuni 
(in ordine alfabetico)
- Abasár
- Adács
- Aldebrő
- Andornaktálya
- Apc
- Átány
- Atkár
- Balaton
- Bátor
- Bekölce
- Besenyőtelek
- Boconád
- Bodony
- Boldog
- Bükkszék
- Bükkszenterzsébet
- Bükkszentmárton
- Csány
- Demjén
- Detk
- Domoszló
- Dormánd
- Ecséd
- Egerbakta
- Egerbocs
- Egercsehi
- Egerfarmos
- Egerszalók
- Egerszólát
- Erdőkövesd
- Erdőtelek
- Erk
- Fedémes
- Feldebrő
- Felsőtárkány
- Gyöngyöshalász
- Gyöngyösoroszi
- Gyöngyöspata
- Gyöngyössolymos
- Gyöngyöstarján
- Halmajugra
- Heréd
- Hevesaranyos
- Hevesvezekény
- Hort
- Istenmezeje
- Ivád
- Kál
- Kápolna
- Karácsond
- Kerecsend
- Kisfüzes
- Kisnána
- Kömlő
- Kompolt
- Ludas
- Maklár
- Markaz
- Mátraballa
- Mátraderecske
- Mátraszentimre
- Mezőszemere
- Mezőtárkány
- Mikófalva
- Mónosbél
- Nagyfüged
- Nagykökényes
- Nagyréde
- Nagytálya
- Nagyút
- Nagyvisnyó
- Noszvaj
- Novaj
- Ostoros
- Parád
- Parádsasvár
- Pély
- Petőfibánya
- Poroszló
- Recsk
- Rózsaszentmárton
- Sarud
- Sirok
- Szajla
- Szarvaskő
- Szentdomonkos
- Szihalom
- Szilvásvárad
- Szúcs
- Szűcsi
- Tarnabod
- Tarnalelesz
- Tarnaméra
- Tarnaörs
- Tarnaszentmária
- Tarnaszentmiklós
- Tarnazsadány
- Tenk
- Terpes
- Tiszanána
- Tófalu
- Újlőrincfalva
- Vámosgyörk
- Váraszó
- Vécs
- Verpelét
- Visonta
- Visznek
- Zagyvaszántó
- Zaránk